# Marina Yannakoudakis
Marina Yannakoudakis (født 16. april 1956) er siden 2009 britisk medlem af Europa-Parlamentet, valgt for Konservative Parti (UK) (indgår i parlamentsgruppen ECR).